# Hemilea dimidiata
Hemilea dimidiata es una especie de insecto del género Hemilea de la familia Tephritidae del orden Diptera.

## Historia
Costa la describió científicamente por primera vez en el año 1844.